# Bombycoidea
Bombycoidea je nadfamilija moljaca. Ona sadrži svilene moljce, divovske svilene moljce, ljiljke i srodnike. Lasiocampoidea su bliski srodnici i istorijski su se ponekad spajali u ovu grupu. Posle mnogo godina debate i menjanja taksonomija, najnovije klasifikacije tretiraju superporodicu tako da sadrži 10 konstitutivnih porodica. Njihove larve često imaju rogove.